# 닥터 (1991년 영화)
《닥터》(영어: The Doctor)는 미국에서 제작된 란다 헤인스 감독의 1991년 드라마 영화이다. 윌리엄 허트 등이 출연하였고, 로라 지스킨 등이 제작에 참여하였다.

## 줄거리
성공한 샌프란시스코 외과의 잭은 환자들을 대하는 태도가 좋지 않을 뿐만 아니라 수술실에서도 적절한 예의를 지키지 않는다. 가정에서도 바쁜 일정을 핑계로 아들을 위해 시간을 내지 않고 자신을 아끼는 아내도 등한시한다.  
어느 날 잭은 성대에 암이 생겼다는 사실을 알게 된다. 돌연 환자 입장이 된 잭은 검사 및 치료 과정에서 의료인들이 저지르는 실수의 희생양이 되거나 일정 지연의 벽에 직접 부딪히게 된다. 또한 연민을 비치지 않는 의사들로부터 차갑고 비인간적인 대우를 받는다고 느낀다. 잭은 이를 환자들이 서로에게 보이는 공감과 품위 있는 태도와 비교하게 되면서 의사로서 변화하기 시작한다.  

## 출연
- 윌리엄 허트 - 잭 매키 의사 역
- 크리스틴 라티 - 앤 매키 역
- 엘리자베스 퍼킨스 - 준 엘리스 역
- 맨디 퍼팅킨 - 머리 캐플런 의사 역
- 애덤 아킨 - 일라이 블룸필드 의사 역
- 찰리 코스모 - 니키 매키 역
- 웬디 크루슨 - 레슬리 애벗 의사 역
- 빌 메이시
- J. E. 프리먼

## 기타 제작진
- 공동 제작: 마이클 S. 글릭
- 배역: 린 스톨매스터
- 미술: 켄 애덤
- 의상: 조 I. 톰프킨스